# Salib al-Turkman
Salib al-Turkman (tiếng tiếng Thổ Nhĩ Kỳ: Sılayip Türkmen, tiếng Ả Rập: صليب تركمان, đã Latinh hoá: Sīlāyīp Tūrkman) hoặc (tiếng Ả Rập: صليب التركمان, đã Latinh hoá: Sālīb al-Turkman) là một thị trấn ở phía tây bắc Syria, một phần hành chính của Tỉnh Latakia, nằm ở phía bắc Latakia. Các địa phương gần đó bao gồm Al-Shamiyah và Burj Hồi giáo ở phía nam, Ayn al-Bayda, al-Bahluliyah và al-Shabatliyah ở phía đông. Theo Cục Thống kê Trung ương Syria, Salib al-Turkman có dân số 3,466 trong cuộc điều tra dân số năm 2004. Cư dân của nó chủ yếu là người Hồi giáo Sunni từ dân tộc Turkmen.